# اسطل
اسطل (باغ‌ملک)، روستایی از توابع بخش مرکزی شهرستان باغ‌ملک در استان خوزستان ایران است.

## جمعیت
این روستا در دهستان قلعه تل قرار دارد و براساس سرشماری مرکز آمار ایران در سال ۱۳۸۵، جمعیت آن ۱۲۰ نفر (۲۳خانوار) بوده‌است 

## مردم
مردم این روستا لرزنگنه هستند و به زبان لری بختیاری سخن می گویند. 